# Diadem-Walzenschnecke

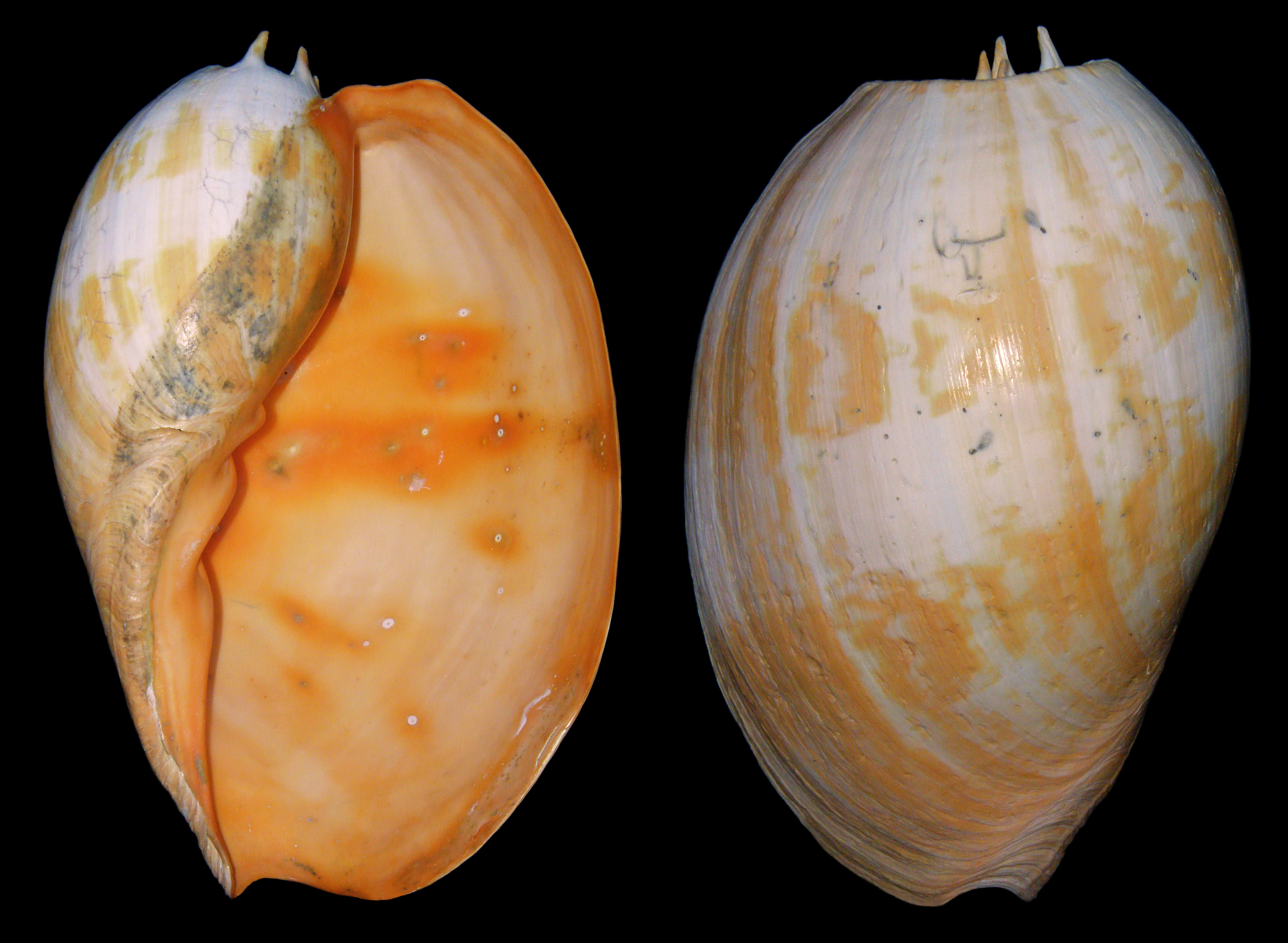
Gehäuse von Melo amphora

Die Diadem-Walzenschnecke (Melo amphora) ist eine sehr große Schnecke aus der Familie der Walzenschnecken (Gattung Melo), die im mittleren Indopazifik verbreitet ist. Sie ernährt sich von Schnecken und Muscheln.

## Merkmale
Das sehr große, rundliche eiförmige Schneckenhaus von Melo amphora, das bei ausgewachsenen Schnecken eine Länge von etwa 30 cm, bisweilen auch bis über 50 cm erreicht, hat ein sehr kurzes, stumpfes Gewinde, das aus dem riesigen, aufgeblähten Körperumgang kaum hervorragt, und einen glatten, kuppelförmigen Apex. Die gekanteten Umgänge sind oben an der Kante mit hervorstehenden, gefurchten Stacheln besetzt, die im fortgeschrittenen Alter der Schnecke nicht mehr gebildet werden. Die weit offene Gehäusemündung ist fast so lang wie das Gehäuse und hat einen eher dünnen, gebogenen Rand. Die Columella hat 3 schräge Falten. An Stelle eines Siphonalkanals ist eine weit offene Kerbe ausgebildet. Ein Operculum fehlt.
Die mit deutlich sichtbaren axialen Wachstumslinien versehene äußere Oberfläche des Hauses kann in der Farbe variieren. Meist ist sie weiß oder cremig orange und mit axial verlaufenden orangefarbenen bis schokoladenbraunen Zickzacklinien überzogen, die blasse dreieckige Flecken umgeben. Oft sind 2 breite spiralig verlaufende Bänder aus dunkelbraunen Flecken vorhanden. Das glänzende Innere des Gehäuses ist meist kremfarben bis rosig orangefarben, mitunter am Mündungsrand heller.
Die Schnecke selbst ist ähnlich wie andere Arten der Gattung Melo schwarz mit weißen Flecken gezeichnet. Sie hat einen breiten Fuß und einen langen Sipho.

## Verbreitung
Die Diadem-Walzenschnecke lebt im mittleren Indopazifik in Gewässern Indonesiens, an der Südküste Neuguineas und der Nordküste Australiens.

## Lebensraum und Lebensweise
Die Diadem-Walzenschnecke lebt in der Gezeitenzone und unterhalb bis in 10 m Tiefe, vorwiegend auf sandigem oder auch schlammigem Untergrund.
Melo amphora frisst Muscheln und Schnecken, darunter auch große Arten aus den Familien der Walzenschnecken, Kreiselschnecken (z. B. Trochus niloticus), Seehasen und Riesenmuscheln. Die Beute wird mit dem Fuß umfasst.

## Lebenszyklus
Wie andere Neuschnecken ist Melo amphora getrenntgeschlechtlich. Das Männchen begattet das Weibchen mit seinem Penis. Das Weibchen legt zu Beginn des südlichen Sommers Ballen aus mehreren Eikapseln ab. Die Entwicklung zur fertigen Schnecke wird vollständig in der Eikapsel durchlaufen, so dass nach einigen Monaten fertige Schnecken schlüpfen. Die Jungschnecken haben beim Schlüpfen etwa 18 bis 25 mm lange Gehäuse.

## Nutzung durch den Menschen und Gefährdung
Melo amphora wird wegen ihres Gehäuses gesammelt, das als Schmuck verkauft wird. Darüber hinaus wird das Fleisch gegessen. Die Schale wird auch als Wasserbehälter sowie zum Schöpfen von Wasser aus Booten verwendet.